# Železniční doprava v Kosovu

Mapa sítě

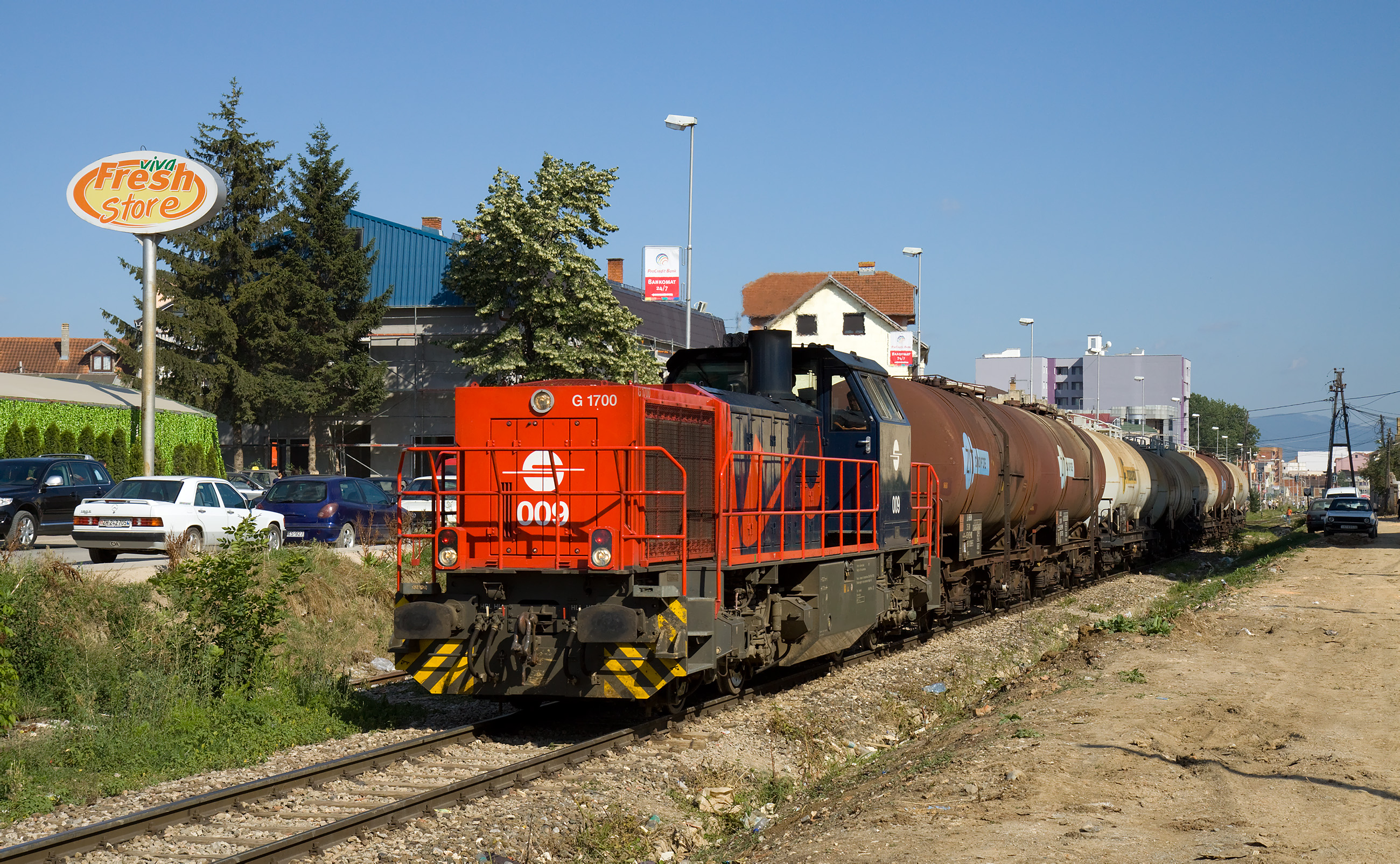
Nákladní vlak u města Uroševac.

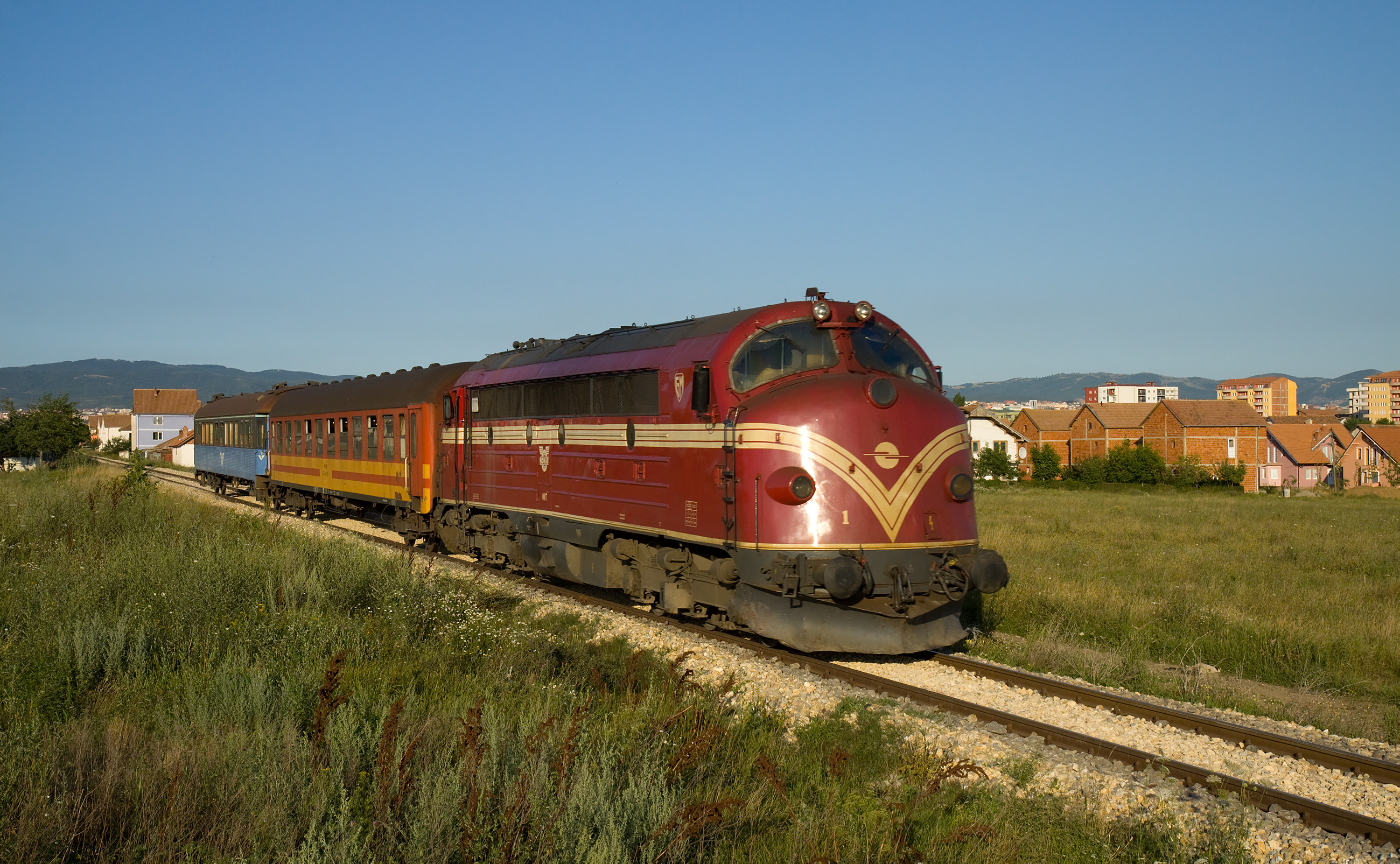
Osobní vlak u Prištiny.

Železniční dopravu na území Kosova zajišťuje společnost Trainkos sh.a (albánsky: Operimet me Trena të Hekurudhave të Kosovës sh.a). Před vznikem společnosti Trainkos byla doprava zajištěna misí UNMIK Kosovo Railways J.S.C UNMIK Railways, která převzala kontrolu a řízení železniční dopravy Jugoslávským železnicím (JŽ). V roce 2011 vznikly dvě společnosti - Trainkos a Infrakos, odpovědná za železniční infrastrukturu.
Železniční infrastrukturu tvoří 430 km tratí, z nichž na 333 km je zajišťována osobní i nákladní doprava. Na zbytku (97 km) je zajišťována pouze doprava nákladní. Infrastrukturu tvoří severojižní linie, která se Kosově Poli dělí na dvě větve severní. První větev je tvořena tratí přes Zvečan do srbského Kraljeva, druhá vede přes Prištinu a Podujevo do srbského Niše. Severojižní linie umožňuje spojení s severomakedonským hlavním městem Skopje. Dále se sevorojižní linie větví na tratě směřující do západokosovského města Peć a města Prizren na jihu Kosova. Krátkými větvemi jsou pak tratě do Magury a Gračanice. V současnosti je doprava zajištěna pouze mezi městem Peć a Prištinou a Prištinou a městem Hani i Elezit, resp. Skopje. V úseku od severní hranice se Srbskem po Kosovskou Mitrovici zajišťují železniční spojení Srbské železnice .